# (500481) 2012 TP244
(500481) 2012 TP244 es un asteroide que forma parte del cinturón interior de asteroides, descubierto el 24 de marzo de 2006 por el equipo del Mount Lemmon Survey desde el Observatorio del Monte Lemmon, Arizona, Estados Unidos.

## Designación y nombre
Designado provisionalmente como 2012 TP244.

## Características orbitales
2012 TP244 está situado a una distancia media del Sol de 1,894 ua, pudiendo alejarse hasta 2,009 ua y acercarse hasta 1,778 ua. Su excentricidad es 0,060 y la inclinación orbital 24,73 grados. Emplea 952,088 días en completar una órbita alrededor del Sol.

## Características físicas
La magnitud absoluta de 2012 TP244 es 18,3. 